# Кара-Васильева, Татьяна Валерьевна
Татьяна Валерьевна Кара-Васильева (укр. Тетяна Валеріївна Кара-Васильєва) (р. 27 октября 1941, Киев) — советский и украинский искусствовед, доктор искусствоведения, академик Национальной академии искусств Украины, ведущий научный сотрудник Института искусствоведения, фольклористики и этнологии имени М. Ф. Рыльского НАНУ. Заслуженный деятель искусств Украины. Член Национального союза художников Украины и Национального союза мастеров народных искусств Украины.

## Биография
Окончила Киевский художественный институт по специальности «История и теория искусств» (педагоги Л. Миляева, О. Тищенко, П. Белецкий).
С 1965 по 1967 год — консультант на Республиканской выставке фарфоро-фаянсовых изделий. С 1967 по 1973 годы — старший архитектор, старший научный сотрудник отдела охраны памятников архитектуры (ГосСтрой Украины).
В 1973—1976 годах преподавала в Киевском институте культуры имени А. Е. Корнейчука.
С 1976 года — научный работник в Институте искусствоведения, фольклористики и этнологии имени М. Ф. Рыльского НАНУ, с 1990 года заведует сектором народных искусств, с 2000 — ведущий научный сотрудник.
Была замужем за археологом П. П. Толочко (1938—2024). Сын — историк А. П. Толочко (род. 1963). Затем вышла замуж за писателя Ю. Ярмыша, сын — экономист-международник А. Ярмыш.

## Научная деятельность
Татьяна Кара-Васильева — автор учебных программ по народным искусствам и ряда научно-методических пособий.
Занимается разработкой концепций и организацией научных конференций, выставок народных искусств на Украине, в Аргентине, Анголе, Греции, Македонии, Польше, Франции.
Входит в состав специализированных учёных советов по защите докторских и кандидатских диссертаций Института искусствоведения, фольклористики и этнологии им. М. Рыльского НАНУ и Львовской национальной академии искусств.

## Награды и премии
- Заслуженный деятель искусств Украины.
- Национальная премия Украины имени Тараса Шевченко (2012)[2] — за книгу «История украинской вышивки».
- Премия имени Данилы Щербаковского (1995).
- Диплом ІІ степени ВДНХ Украины «За создание специальной литературы по вопросам истории и развития современных народных художественных промыслов» (1986).